# Vicente Morín
Vicente Morín (La Habana, 31 de marzo de 1902 - ibídem, 1977) fue un cantante y actor cubano que actuó en varias zarzuelas criollas de la época, también alcanza popularidad con la interpretación del personaje radial de Pepe Cortés,del libretista cubano Aramis Del Real transmitida por CMHI, Cadena Azul y más tarde como operador de efectos manuales en el Circuito CMQ.

## Biografía
Se inicia en el arte como solista musical a la edad de 10 años en la Catedral de La Habana, luego las necesidades familiares lo obligan a cambiar la profesión, entonces es camionero, labor que realiza siempre cantando canciones de los conocidos tenores italianos Enrico Caruso y Tito Shippa. 
En 1925 recibe clases de canto con el profesor y cantante Pablo Merolle, graduándose con notas de sobresaliente en el Conservatorio Municipal de Música de La Habana. 
En ese propio año el comediante Alberto Garrido, lo invitó a recorrer la isla como parte de la compañía de este, lo hice ya profesionalmente como cantante y actor en pequeños papeles.
En 1926 integra la Compañía de Teatro Cubano, donde el maestro Eliseo Grenet dirigía el aspecto musical y lo dramático estaba a cargo de Aurelio Riancho, luego se enrola en la Compañía de la española Rosita Lacasa, que tenía un repertorio de dramas y comedias y de nuevo comenzó a recorrer la isla con esa Compañía.
El 29 de septiembre de 1927 debuta en el Teatro Regina, la Compañía de Ernesto Lecuona, en la primera tanda, se presenta la obra La tierra de Venus, en esa primera función canta junto a Rita Montaner, Bolero Siboney, La canción de la Rosa y La gitana del amor, trabaja también en la Niña Rita. 
En 1928 es contratado por el maestro Eliseo Grenet para que formara parte de una Compañía que recorrería varios países de América Latina, con una revista titulada Cubanacán.
En 1929 regresa a La Habana, realiza una nueva gira por la isla, durante 10 meses, con un dúo que hizo con Dulce María Mora, así llega al Teatro Alhambra para trabajar en la Compañía del español Agustín Rodríguez, con el que hizo la obra Madre, que cosa es amor; un punto cubano con letra y música propia.
En ese teatro capitalino trabaja en obras como Piernas al aire, - un blue con música del maestro Jorge Anckermann - en El hijo de madame Butterfly, - obra de Pepín Rodríguez - donde canta por primera vez Princesita, también en la obra Agustina de Aragón, estrena Jota aragonesa.
En 1931 trabajando en el Teatro Alhambra, el maestro Moisés Simons se lo llevó a España a estrenar la zarzuela El collar de la Merced, zarzuela que no fue posible presentar por la caída de la Monarquía en España.
En 1932 es contratado en el Teatro Martí, donde interpretó durante 37 noches, el personaje de Leonardo Gamboa, en la obra de Cirilo Villaverde, Cecilia Valdés, que el maestro Gonzalo Roig llevó a una de las famosas zarzuelas.
En 1939 es contratado por Amado Trinidad Velazco para la emisora CMHI, Cadena Azul de Santa Clara, donde interpreta el personaje de Pepe Cortés, el bandolero romántico, creada por Aramís del Real, aunque el autor deseaba otro protagonista, Trinidad, defendió la proposición de Morín, porque le parecía que el canto tan cubano se iba a identificar más con el pueblo de Cuba. 
Así llega a la radio uno de los forjadores, montado sobre el caballo Relámpago famoso entre los oyentes del serial, escuchado en toda isla. El tema de presentación en la voz de Morín, decía: 
"Yo robo a cualquier hora
Y lo hago con placer
Porque es para proteger
Al que sufre y al que llora,
al que la fiebre devora,
Al que está desesperado.
Al que vive abandonado
En la vida y los excesos,
Para proteger a esos
Yo robo al acaudalado."
Las décimas eran escritas por Miguel Alfonso Pozo, - Clavelito - e incluía tonadas del actor con acompañamiento a la guitarra por Eduardo Saborit.
A los cinco meses surgen divergencias con Trinidad y es contratado por el Circuito CMQ, donde comenzó en dos programas estelares de la época, El Guajiro solitario, que era protagonizado por Otto Sirgo y en el Rincón Criollo con las controversias con Clavelito y Coralia Fernández. 
Falleció en 1977, en La Habana.